# شجاع خلیل‌زاده
شجاع خلیل زاده (زادهٔ ۲۴ اردیبهشت ۱۳۶۸) بازیکن فوتبال اهل ایران است که در پست دفاع میانی به عنوان کاپیتان برای باشگاه فوتبال تراکتور در لیگ برتر خلیج فارس و تیم ملی ایران بازی می‌کند.
خلیل‌زاده فوتبال حرفه‌ای خود را از مس رفسنجان شروع کرد و با پیشنهاد مرفاوی مربی وقت مس کرمان، به این تیم در لیگ برتر پیوست. او سابقهٔ بازی در سپاهان اصفهان،  پرسپولیس تهران، الریان قطر و الاهلی قطر را نیز در کارنامه خود دارد.

## دوران باشگاهی

### مس رفسنجان
شجاع خلیل‌زاده از سال ۱۳۸۷ تا ۱۳۸۹ در باشگاه مس رفسنجان، ۴۲ بازی رسمی انجام داد و یک گل هم زد.

### مس کرمان
او پس از جدایی از مس رفسنجان به مدت ۳ فصل در مس کرمان حضور داشت و با نمایش موفق خود در ۷۴ بازی رسمی که انجام داد مورد توجه تیم‌های مطرح لیگ برتر قرار گرفت.

### سپاهان اصفهان
شجاع خلیل‌زاده برای سپاهان ۵۸ بازی رسمی انجام داده‌است و یک فصل هم برای گذراندن سربازی به تراکتورسازی تبریز (به صورت قرضی) منتقل شد.

### تراکتور
انتقال شجاع خلیل‌زاده به تراکتورسازی در چارچوب قراردادهای قرضی انجام شد و او پس از انجام ۲۲ بازی برای تراکتورسازی و زدن ۲ گل که یکی در لیگ قهرمانان آسیا ۲۰۱۶ بود تحت مربیگری امیر قلعه‌نویی، به سپاهان بازگشت.

### پرسپولیس تهران

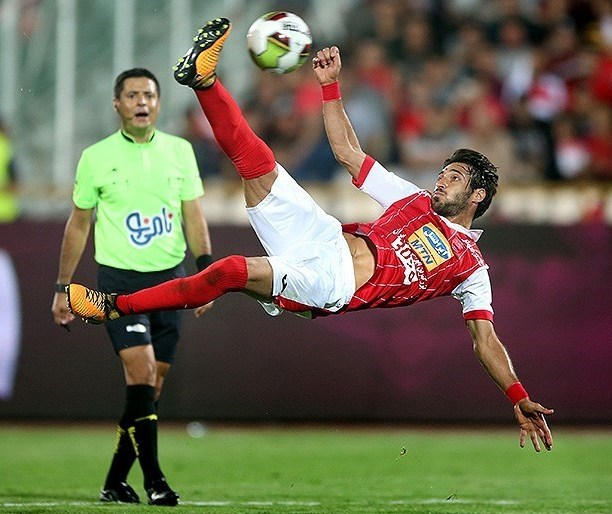
خلیل‌زاده در حال بازی برای پرسپولیس برابر پیکان در سال ۱۳۹۷

شجاع خلیل‌زاده در فصل ۱۳۹۶–۹۷ لیگ برتر فوتبال ایران، با قراردادی ۲ ساله به باشگاه فوتبال پرسپولیس و سرخ پوشان پایتخت پیوست؛ شجاع خلیل‌زاده که فصل قبل (۱۳۹۵–۹۶) در تیم فوتبال سپاهان اصفهان توپ می‌زد و شایعات زیادی پیرامون حضورش در تیم فوتبال پرسپولیس تهران مطرح بود، با نظر مستقیم برانکو ایوانکوویچ، سرمربی وقت این تیم، توسط پرسپولیس جذب شد. او در اولین بازی خود در لیگ برتر برای پرسپولیس، توانست اولین گل خود را برای پرسپولیس مقابل فولاد خوزستان بزند.
دومین گل شجاع خلیل‌زاده برای پرسپولیس در لیگ قهرمانان آسیا و در بازی رفت پرسپولیس و الاهلی به ثمر رسید؛ این گل مورد توجه عربستانی‌ها و هواداران الهلال عربستان قرار گرفت.

### الریان قطر
خلیل‌زاده در ۲ آبان ۱۳۹۹ با قراردادی دو ساله به الریان قطر پیوست.

### الاهلی قطر
خلیل‌زاده در ۱۷ خرداد ۱۴۰۱ ، با عقد قراردادی به الاهلی قطر پیوست.

### تراکتور
خلیل‌زاده در تیر ۱۴۰۲، با عقد قراردادی به تراکتور بازگشت.

## دوران ملی

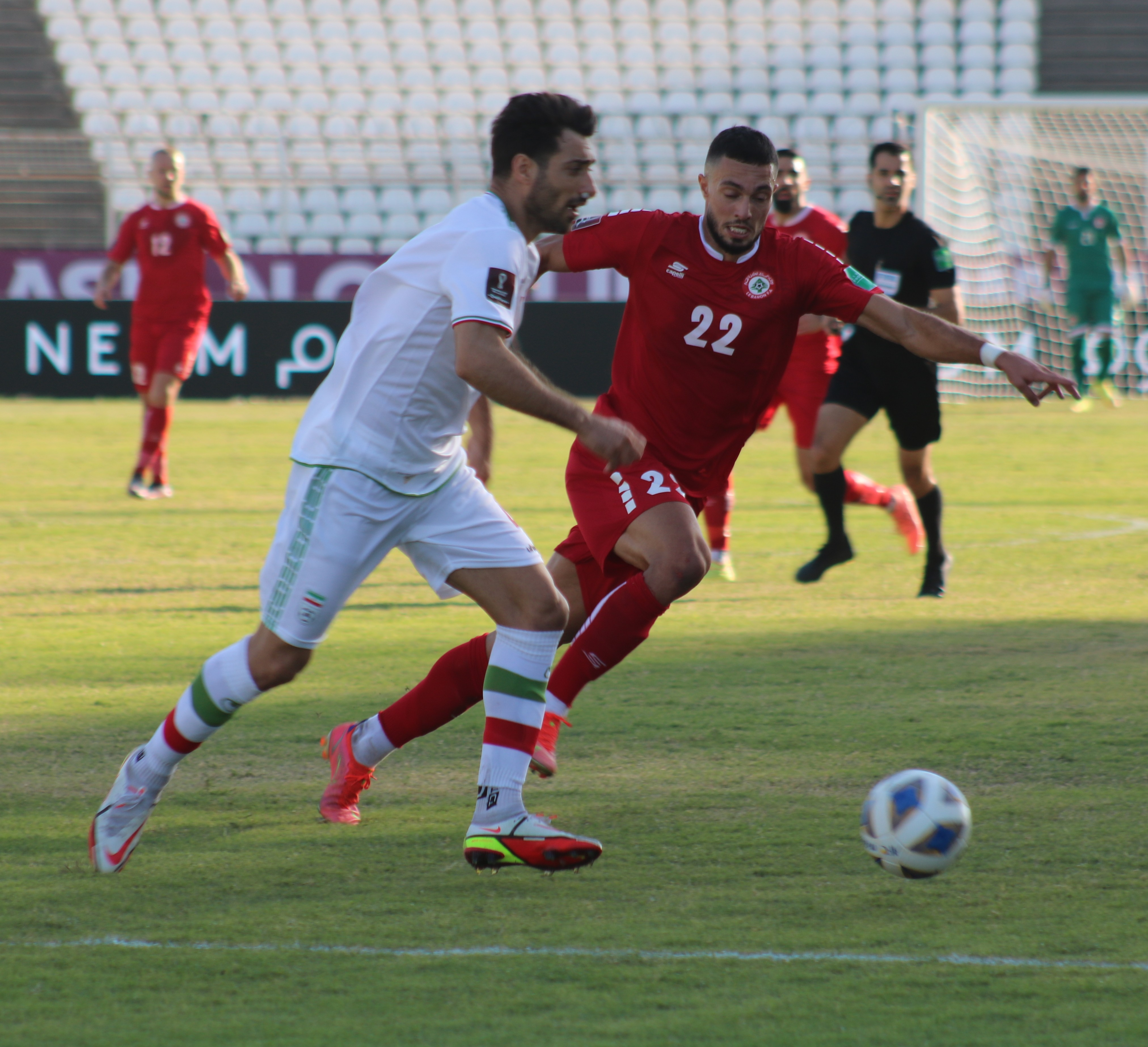
خلیل‌زاده در بازی ایران برابر لبنان، ۲۰ آبان ۱۴۰۰

شجاع خلیل‌زاده برای نخستین بار در سال ۱۳۹۱ با دعوت کارلوس کیروش و بازی مقابل موزامبیک که با برتری ۳–۰ تیم ملی حاصل شد، پیراهن تیم ملی را برتن کرد. شجاع در تیم ملی طی چند سال دیده نشد تا این که دوباره توسط دراگان اسکوچیچ به تیم ملی دعوت شد و بازی تدارکاتی مقابل ازبکستان در حضور ۹۰ دقیقه ای اش در بازی با برتری ۲–۱ به پایان رسید.

## آمار

### باشگاهی
تا تاریخ ۲۵ اردیبهشت ۱۴۰۴
| باشگاه           | دسته             | فصل              | لیگ برتر | لیگ برتر | جام حذفی | جام حذفی | آسیا | آسیا | دیگر | دیگر | مجموع | مجموع |
| باشگاه           | دسته             | فصل              | بازی     | گل       | بازی     | گل       | بازی | گل   | بازی | گل   | بازی  | گل    |
| ---------------- | ---------------- | ---------------- | -------- | -------- | -------- | -------- | ---- | ---- | ---- | ---- | ----- | ----- |
| مس رفسنجان       | لیگ یک           | ۸۸–۱۳۸۷          | ۰        | ۰        | ۴        | ۰        | –    | –    | –    | –    | ۴     | ۰     |
| مس رفسنجان       | لیگ یک           | ۸۹–۱۳۸۸          | ۰        | ۰        | ۳        | ۰        | –    | –    | –    | –    | ۳     | ۰     |
| مجموع مس رفسنجان | مجموع مس رفسنجان | مجموع مس رفسنجان | ۰        | ۰        | ۷        | ۰        | –    | –    | –    | –    | ۷     | ۰     |
| مس کرمان         | لیگ برتر         | ۹۰–۱۳۸۹          | ۲۲       | ۰        | ۱        | ۰        | –    | –    | –    | –    | ۲۳    | ۰     |
| مس کرمان         | لیگ برتر         | ۹۱–۱۳۹۰          | ۲۷       | ۲        | ۱        | ۰        | –    | –    | –    | –    | ۲۸    | ۲     |
| مس کرمان         | لیگ برتر         | ۹۲–۱۳۹۱          | ۲۵       | ۰        | ۰        | ۰        | –    | –    | –    | –    | ۲۵    | ۰     |
| مجموع مس کرمان   | مجموع مس کرمان   | مجموع مس کرمان   | ۷۴       | ۲        | ۲        | ۰        | –    | –    | –    | –    | ۷۶    | ۲     |
| سپاهان           | لیگ برتر         | ۹۳–۱۳۹۲          | ۲۶       | ۰        | ۱        | ۰        | ۶    | ۰    | –    | –    | ۳۳    | ۰     |
| سپاهان           | لیگ برتر         | ۹۴–۱۳۹۳          | ۹        | ۱        | ۰        | ۰        | –    | –    | –    | –    | ۹     | ۱     |
| سپاهان           | لیگ برتر         | ۹۶–۱۳۹۵          | ۲۳       | ۰        | ۳        | ۰        | –    | –    | –    | –    | ۲۶    | ۰     |
| مجموع سپاهان     | مجموع سپاهان     | مجموع سپاهان     | ۵۸       | ۱        | ۴        | ۰        | ۶    | ۰    | –    | –    | ۶۸    | ۱     |
| تراکتور          | لیگ برتر         | ۹۵–۱۳۹۴          | ۲۳       | ۲        | ۳        | ۰        | ۷    | ۱    | –    | –    | ۳۳    | ۳     |
| تراکتور          | لیگ برتر         | ۰۳–۱۴۰۲          | ۲۶       | ۲        | ۲        | ۰        | ۱    | ۰    | –    | –    | ۲۹    | ۲     |
| تراکتور          | لیگ برتر         | ۰۴–۱۴۰۳          | ۲۸       | ۱        | ۱        | ۰        | ۷    | ۰    | –    | –    | ۳۶    | ۱     |
| مجموع تراکتور    | مجموع تراکتور    | مجموع تراکتور    | ۷۷       | ۵        | ۶        | ۰        | ۱۵   | ۱    | –    | –    | ۹۸    | ۶     |
| پرسپولیس         | لیگ برتر         | ۹۷–۱۳۹۶          | ۲۶       | ۳        | ۳        | ۱        | ۱۷   | ۱    | ۱    | ۰    | ۴۷    | ۵     |
| پرسپولیس         | لیگ برتر         | ۹۸–۱۳۹۷          | ۲۷       | ۲        | ۴        | ۰        | ۵    | ۲    | –    | –    | ۳۶    | ۴     |
| پرسپولیس         | لیگ برتر         | ۹۹–۱۳۹۸          | ۲۲       | ۱        | ۳        | ۰        | ۹    | ۲    | –    | –    | ۳۴    | ۳     |
| مجموع پرسپولیس   | مجموع پرسپولیس   | مجموع پرسپولیس   | ۷۵       | ۶        | ۱۰       | ۱        | ۳۱   | ۵    | ۱    | ۰    | ۱۱۷   | ۱۲    |
| الریان           | لیگ ستارگان      | ۲۱–۲۰۲۰          | ۱۳       | ۲        | ۱        | ۰        | ۶    | ۱    | ۲    | ۰    | ۲۲    | ۳     |
| الریان           | لیگ ستارگان      | ۲۲–۲۰۲۱          | ۲۱       | ۲        | ۰        | ۰        | ۰    | ۰    | ۶    | ۰    | ۲۷    | ۲     |
| مجموع الریان     | مجموع الریان     | مجموع الریان     | ۳۴       | ۴        | ۱        | ۰        | ۶    | ۱    | ۸    | ۰    | ۴۹    | ۵     |
| الاهلی           | لیگ ستارگان      | ۲۳–۲۰۲۲          | ۱۸       | ۰        | ۳        | ۰        | –    | –    | ۱    | ۰    | ۲۲    | ۰     |
| مجموع الاهلی     | مجموع الاهلی     | مجموع الاهلی     | ۱۸       | ۰        | ۳        | ۰        | –    | –    | ۱    | ۰    | ۲۲    | ۰     |
| مجموع آمار       | مجموع آمار       | مجموع آمار       | ۳۳۶      | ۱۸       | ۳۳       | ۱        | ۵۸   | ۷    | ۱۰   | ۰    | ۴۳۷   | ۲۶    |

### بازی‌های ملی
تا تاریخ ۵ ژوئن ۲۰۲۵

| ایران | ایران | ایران |
| سال   | بازی  | گل    |
| ----- | ----- | ----- |
| ۲۰۰۹  | ۱     | ۰     |
| ۲۰۱۲  | ۶     | ۰     |
| ۲۰۱۳  | ۱     | ۰     |
| ۲۰۲۰  | ۲     | ۰     |
| ۲۰۲۱  | ۱۱    | ۱     |
| ۲۰۲۲  | ۴     | ۰     |
| ۲۰۲۳  | ۷     | ۰     |
| ۲۰۲۴  | ۱۵    | ۱     |
| ۲۰۲۵  | ۳     | ۰     |
| مجموع | ۵۰    | ۲     |

### گل‌های ملی
| شماره | تاریخ          | میزبان | بازی ملی | حریف   | نتیجه | رقابت                  |
| ----- | -------------- | ------ | -------- | ------ | ----- | ---------------------- |
| ۱     | ۱۱ ژوئن ۲۰۲۱   | رفاع   | ۱۴       | کامبوج | ۱۰–۰  | مقدماتی جام جهانی ۲۰۲۲ |
| ۲     | ۱۴ ژانویه ۲۰۲۴ | الریان | ۳۵       | فلسطین | ۴–۱   | جام ملت‌های آسیا ۲۰۲۳   |

## افتخارات

### باشگاهی

#### سپاهان اصفهان
- لیگ برتر خلیج فارس
  - قهرمان (۱): ۱۳۹۴–۱۳۹۳

#### پرسپولیس تهران
- لیگ برتر خلیج فارس

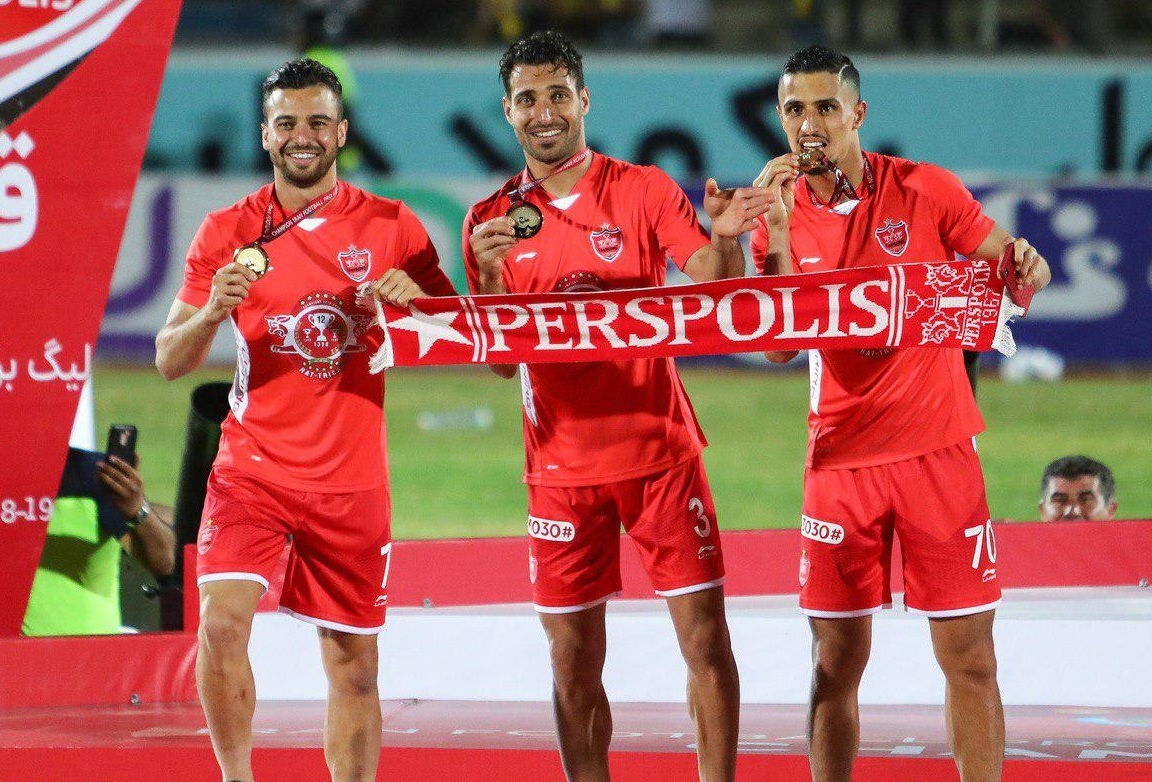
قهرمانی پرسپولیس لیگ برتر ۹۸–۱۳۹۷.

  - قهرمان (۳): ۱۳۹۷–۱۳۹۶، ۱۳۹۸–۱۳۹۷، ۱۳۹۹–۱۳۹۸
- جام حذفی ایران
  - قهرمان (۱): ۱۳۹۸–۱۳۹۷
- سوپرجام ایران
  - قهرمان (۳): ۱۳۹۶، ۱۳۹۷، ۱۳۹۸
- لیگ قهرمانان آسیا
  - نایب‌قهرمان (۱): ۲۰۱۸

#### تراکتور
- لیگ برتر خلیج فارس (۱): ۰۴–۱۴۰۳

### فردی
- لیگ قهرمانان آسیا ۲۰۱۸: عضو تیم منتخب[۱۴]
- لیگ قهرمانان آسیا ۲۰۱۹: بهترین گل
- لیگ قهرمانان آسیا ۲۰۲۰ نیمه نهایی: اوپتا بازیکن هفته[۱۵]
- لیگ قهرمانان آسیا ۲۰۲۰: بهترین پاس‌های (۵۹۸)[۱۶]